# Eanmund

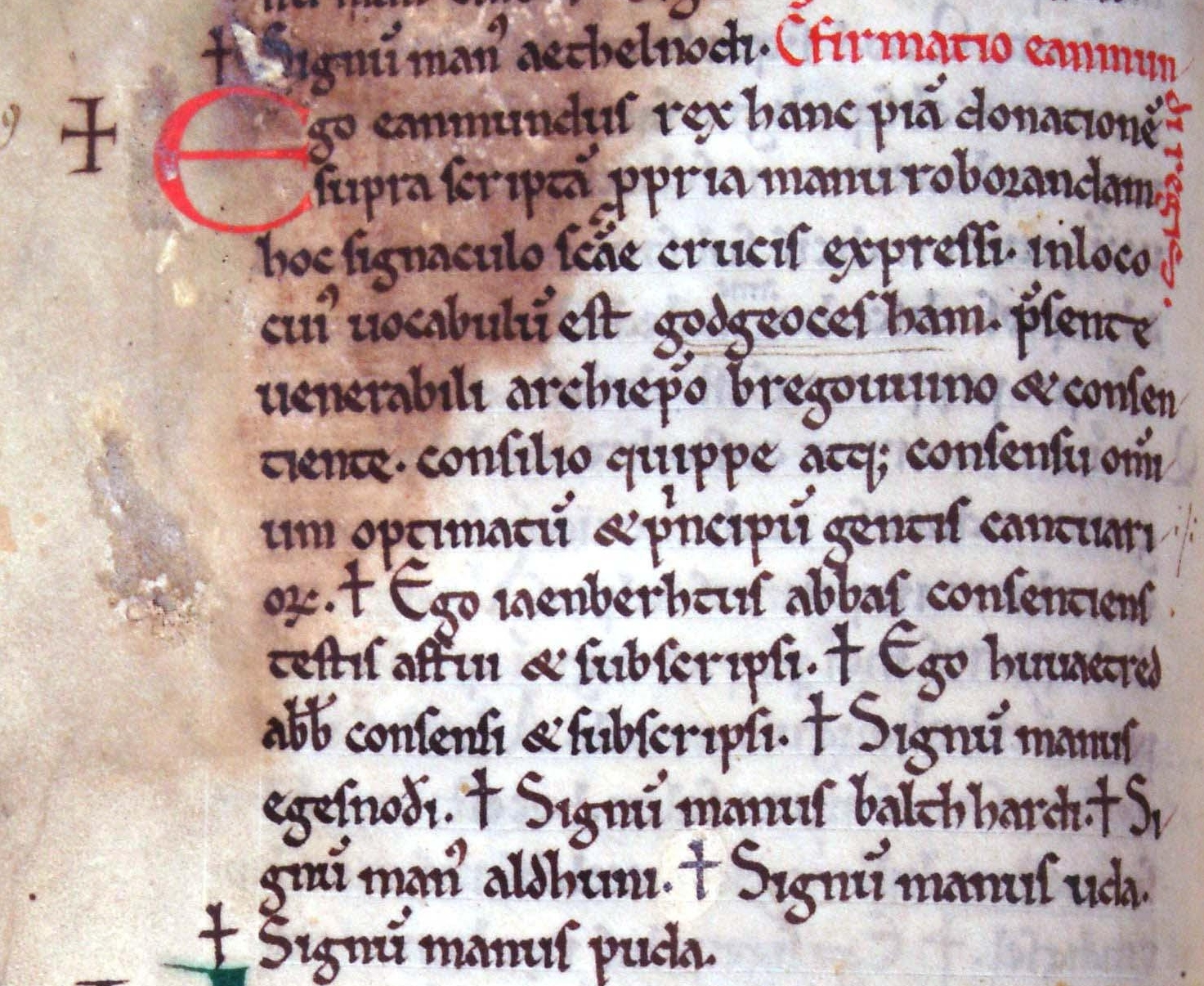
Unterschrift (Kreuz) Eanmunds unter der Charta S33 im Textus Roffensis f. 126v

Eanmund (auch Eanmundus) war um 764/765 ein König des angelsächsischen Königreichs Kent. Möglicherweise ist Eanmund mit Ealhmund, der von 779/784 bis 784/785 in Kent herrschte, identisch.

## Leben
Eanmunds Herkunft ist unbekannt. Um das Jahr 764 ging die Herrschaft über Ostkent von Eadberht II., dem letzten Herrscher aus der kentischen Dynastie der Oiscingas, auf Eanmund über. Die näheren Umstände der Thronfolge sind unbekannt. Im Westen Kents herrschte Sigered (vor 762–um 764).
Die Charta S33 stammt aus der Zeit zwischen 762 und 764. In ihr bezeichnete sich Sigired als rex dimidie partis prouincie Cantuariorum („König der Halben Provinz Kent“). In ihr übertrug Sigered Ländereien bei Aeslingaham (Islingham bei Frindsbury) und Weiderechte im westlichen Weald an Bischof Eardwulf. Diese Urkunde wurde von Eanmund bestätigt.
Die Könige Sigered (Westkent) und Eanmund (Ostkent) verschwanden aus den Quellen als Offa (757–796), der König von Mercia, um das Jahr 764 die Oberherrschaft über Kent erlangte. Offa setzte Ecgberht II. (um 764–779/784) im westlichen und Heahberht (764/765–?) im östlichen Kent als Vasallenkönige ein.